# Kanton Landivy
Der Kanton Landivy war von 1790 bis 2015 ein französischer Kanton im Arrondissement Mayenne, im Département Mayenne und in der Region Pays de la Loire; sein Hauptort war Landivy.

## Geografie
Der Kanton Landivy lag im Mittel 218 Meter über dem Meeresspiegel; zwischen 92 Meter in Landivy und 252 Meter in Saint-Mars-sur-la-Futaie.
Er grenzte im Westen an das Département Ille-et-Vilaine, im Norden an das Département Manche, im Nordosten an das Département Orne, im Osten an den Kanton Gorron und im Süden an den Kanton Ernée.

## Gemeinden
Der Kanton bestand aus neun Gemeinden:
| Gemeinde                    | Einwohner Jahr | Fläche km² | Bevölkerungsdichte | Code INSEE | Postleitzahl |
| --------------------------- | -------------- | ---------- | ------------------ | ---------- | ------------ |
| Désertines                  | 523 (2013)     | 26,03      | 20 Einw./km²       | 53091      | 53190        |
| La Dorée                    | 307 (2013)     | 17,84      | 17 Einw./km²       | 53093      | 53190        |
| Fougerolles-du-Plessis      | 1.281 (2013)   | 33,29      | 38 Einw./km²       | 53100      | 53190        |
| Landivy                     | 1.156 (2013)   | 28,54      | 41 Einw./km²       | 53125      | 53190        |
| Montaudin                   | 896 (2013)     | 21,66      | 41 Einw./km²       | 53154      | 53220        |
| Pontmain                    | 882 (2013)     | 7,17       | 123 Einw./km²      | 53181      | 53220        |
| Saint-Berthevin-la-Tannière | 359 (2013)     | 17,64      | 20 Einw./km²       | 53202      | 53220        |
| Saint-Ellier-du-Maine       | 535 (2013)     | 17,49      | 31 Einw./km²       | 53213      | 53220        |
| Saint-Mars-sur-la-Futaie    | 581 (2013)     | 21,45      | 27 Einw./km²       | 53238      | 53220        |

## Bevölkerungsentwicklung
| 1962  | 1968  | 1975  | 1982  | 1990  | 1999  | 2006  |
| ----- | ----- | ----- | ----- | ----- | ----- | ----- |
| 8.836 | 8.499 | 8.171 | 8.081 | 7.660 | 7.066 | 6.789 |

## Geschichte
Der Kanton entstand 1801 aus dem Zusammenschluss der Kantone Fougerolles, Landivy und Montaudin. 